# Подводные лодки типа «Правда»
Подводные лодки типа П — «Правда» (IV серия) — тип эскадренных подводных лодок, сконструированных в СССР в 1930-е годы. Всего было выпущено три лодки.
Проект был создан в ОКТБ-2 по замыслу инженера А. Н. Асафова, занимавшегося ранее надводными кораблями, в частности, участвовавшего в постройке линкора «Гангут».
Обводы лодки были приближены к обводам эсминцев, самых быстроходных надводных кораблей того времени. В качестве главного вооружением лодки предусматривались две артиллерийские башни с орудиями калибра 130-мм и одно 37-мм орудие.

## История проекта
Лодка задумывалась для ведения боя в составе эскадры надводных кораблей и для проведения противодесантных операций. Уже при разработке чертежей проект подвёргся серьёзной критике со стороны многих специалистов-подводников. Основной акцент проекта делался на улучшение мореходных качеств в надводном положении и достижение максимальной надводной скорости, что шло в ущерб главному преимуществу подводной лодки — её скрытности. Небольшая фактическая рабочая глубина погружения (до 40 м), медленная скорость погружения, высокий надводный борт, слабость торпедного вооружения, малый запас торпед, отсутствие возможности торпедных залпов, неоправданное перетяжеление лодки за счёт использования артиллерии и прочие недостатки привели к тому, что в марте 1931 года командир бригады ПЛ Балтийского моря М. Ф. Стороженко предоставил начальнику ВМС рапорт с вердиктом: такую лодку принимать на вооружение нельзя.
Однако впоследствии проект доработали и отправили в постройку. Головная ПЛ «Правда» была заложена в мае 1931 года, ещё две — в декабре 1931. В процессе строительства был обнаружен перегруз лодок, поэтому, в целях экономии массы, был удалён из конструкции вспомогательный форсирующий дизель-генератор мощностью 800 л. с., а также изменены типы орудий: калибр двух главных был снижен со 130 до 100 мм, а вспомогательного — увеличен с 37 до 45 мм.
Некоторые серьёзные недостатки проекта так и не были устранены, поэтому эти подводные лодки за время боевой службы не совершили ни одной торпедной атаки кораблей противника В то же время их пытались использовать для транспортных нужд и привлекали в качестве плавучих батарей при обороне Ханко и блокадного Ленинграда. Основным назначением этих кораблей была подготовка кадров для подводного флота, в связи с чем они довольно часто посещались советскими политическими деятелями.

## Представители
| Название лодки | заводской номер | закладка        | спуск на воду   | вступление в строй | списание      |
| -------------- | --------------- | --------------- | --------------- | ------------------ | ------------- |
| П-1 «Правда»   | 218             | 21 мая 1931     | 30 января 1934  | 9 июня 1936        | сентябрь 1941 |
| П-2 «Звезда»   | 219             | 19 декабря 1931 | 15 февраля 1935 | 9 июня 1936        | 20 июня 1956  |
| П-3 «Искра»    | 220             | 19 декабря 1931 | 4 декабря 1934  | 9 июля 1936        | 2 июня 1952   |